# Marija Kossewa
Marija Kossewa (bulgarisch Мария Косева; in deutschsprachigen Quellen allgemein als Maria Kosewa, in anderssprachiger Transkription meist als Maria Koseva, seltener auch Kosiewa, geboren 1931; gestorben am 23. Januar 2022) war eine bulgarische Sängerin. In den 1960er-Jahren galt sie als einer der ersten Popstars ihres Landes.

## Leben
Kossewa begann ihre Karriere in den späten 1950er-, frühen 1960er-Jahren, zunächst gemeinsam mit Margret Nikolowa, Mimi Nikolowa und Irina Chmihowa. Sie entwickelte sich rasch zu einem der ersten Stars der bulgarischen Schlager- und Popmusik und gilt als eine Künstlerin, die diese Musikrichtung in ihrem Heimatland mitbegründete.
Eine ihrer ersten Veröffentlichungen waren die Titel Malkata Kreolka und Samba Chiliană von 1958. Sie erschienen noch auf dem Plattenlabel Electrecord, dem damaligen staatlichen Label Rumäniens. Ab 1962 erschienen ihre Lieder vorrangig bei Balkanton, einem staatlichen bulgarischen Label, sowie für das Ausland bei Akkord (später umbenannt in Melody) und Mezhdunarodnaya Kniga (MK) sowie Pronit, zwei staatlichen sowjetischen bzw. einem polnischen Label.
Zu den bekanntesten und erfolgreichsten Liedern ihres Repertoires gehörten Interpretationen traditioneller südamerikanischer Volksmusik, speziell aus Brasilien, und italienischer populärer Musik, darunter Lieder des Sängers und Komponisten Domenico Modugno, ferner Unterhaltungsmusik einheimischer Komponisten. Beliebt war sie nicht nur in ihrem Heimatland, sondern auch den Nachbarstaaten, darunter auch der Sowjetunion, Jugoslawien, Polen und der DDR. Dazu trugen maßgeblich ausgedehnte Tourneen und Teilnahmen an internationalen Schlager- und Popmusik-Wettbewerben in Ost- und Südost-Europa bei, darunter dem bekannten Musikfest im polnischen Sopot. Begleitet wurde sie oft von dem Melody Orchestra, dem Balkanton Orchestra und der Showband von Vili Kazasyan. Im deutschsprachigen Fernsehen der DDR war sie beispielsweise am 4. März 1963 in der Musiksendung Dur und Moll – Schlager aus Sofia als Gesangssolistin mit der „Combo ‚Melodie‘“ und dem Sänger Emil Dimitroff zu sehen; die Sendung wurde im Deutschen Fernsehfunk (DFF), dem staatlichen Fernsehen der DDR, ausgestrahlt.
Einer ihrer bekanntesten Titel ist Blauer Kanarienvogel / Blue Canary, der mitunter als „Ohrwurm“ bezeichnet wird und den sie gemeinsam mit Nikola Tomow eingespielt hat. Der international, im Westen besonders durch seine Auftritte mit dem Cirque du Soleil bekannte russische Clown „Slawa“ Polunin nutzt das Stück regelmäßig seit 1968 für eine seiner berühmtesten Nummern.
Kossewa beendete ihre Karriere 1969, kurz nachdem sie den bulgarischen Theater- und Filmschauspieler Nikola Anastassow (1932–2016) geheiratet und mit ihm zwei Kinder bekommen hatte. Danach unternahm sie keine Anstrengungen mehr, in das Musikgeschäft zurückzukehren, und gab lange Zeit auch keine Interviews mehr. Gerüchten zufolge hatte ihr Ehemann ihr weitere Bühnenauftritte verboten; nach anderen Quellen entschied sich Kossewa selbst für die Kindererziehung und die Familie, auch weil sich zwischenzeitlich neue, jüngere Gesangsstars etabliert hatten, mit denen sie nicht mehr konkurrieren wollte. In späteren Interviews äußerte sie, dass es rückblickend ein großer Fehler gewesen sei, damals ihre Karriere aufgegeben zu haben.
Marija Kossewa starb im Januar 2022 im Alter von 90 Jahren in ihrem Haus in Bulgarien. Bis zu dessen Tod 2016 war sie mit Nikola Anastassow verheiratet; aus der Ehe gingen die beiden Söhne Iwajlo und Tschawdar hervor.

## Erfolge und sonstige Veröffentlichungen (insbesondere mit internationalem Bezug, Auszug)
- Malkata Kreolka / Samba Chiliană (1958), 10″-Schellackplatte auf dem staatlichen rumänischen Plattenlabel Electrecord[1][7][8]
- Pasqualino Maragia (1959), eine Neuinterpretation des gleichnamigen italienischsprachigen Lieds von Domenico Modugno und der Gruppe Accompagnamento Ritmico von 1958[9]
- Tschassy (1962), die bulgarische Fassung des italienischsprachigen Titels La Sveglietta von Domenico Modugno von 1953[9][10]
- Blue Canary (1962 zusammen mit Nikola Tomow), eine Neuinterpretation des gleichnamigen Lieds von Vince Fiorino und seinem Orchester von 1953 bzw. von Dinah Shore und Vic Schoen & His Orchestra aus demselben Jahr[4][9][11]
- Nedej Priznawa (1966), die bulgarische Fassung des französischsprachigen Chansons N’Avoue Jamais von Guy Mardel von 1965,[9] mit dem er Frankreich beim Eurovision Song Contest 1965 in Neapel vertreten und Platz 3 erreicht hatte; in der Bundesrepublik Deutschland erschien die deutschsprachige Fassung So ist die Liebe, mon ami, gesungen von der Niederländerin Corry Brokken.